# Ekkehard Falk
Ekkehard Falk (* 28. April 1959; † 17. November 2022) war ein deutscher Polizist und von 2014 bis 2017 Präsident des Polizeipräsidiums Konstanz.

## Leben
Nach Angaben des Innenministeriums Baden-Württemberg nahm Ekkehard Falk 1975 den Polizeidienst der Landespolizei von Baden-Württemberg im mittleren Dienst auf. 1986 stieg er in den gehobenen Dienst auf, 1994 in den höheren Dienst. Ab 1994 war er in der Bereitschaftspolizeidirektion Biberach Leiter des Referats A, stellvertretender Leiter der Bereitschaftspolizeidirektion und dann Leiter der Bereitschaftspolizeischule Biberach. 1996 wechselte er bis zum Jahr 2000 als Leiter der Abteilung 1 zur Polizeidirektion Friedrichshafen. Gleichzeitig lehrte er ab 1998 an der Fachhochschule für Polizei in Villingen-Schwenningen der Hochschule für die Polizei Baden-Württembergs. Im Jahr 2000 ging er zur Polizeidirektion Ravensburg als Leiter des Führungs- und Einsatzstabes und stellvertretender Leiter der Polizeidirektion. 2005 übernahm er die Leitung der Polizeidirektion Sigmaringen. Seit April 2010 war er Leiter des Referats 64 (Führung und Einsatz) beim Regierungspräsidium Tübingen und stellvertretender Leiter der Abteilung 6 Polizeiliche Aufgaben.
Im Januar 2014 wurde Falk Polizeipräsident von Konstanz. Ab 2017 leitete er die Projektgruppe der Polizeistrukturreform 2020 bei der Landespolizei Baden-Württemberg in Stuttgart. Ekkehard Falk trat zum 1. Mai 2020 in den Ruhestand.